# Gurenge
Gurenge (japanisch 紅蓮華 ‚rote Lotosblüte‘) ist ein Lied der japanischen Pop- und Rockmusikerin LiSA aus ihrem fünften Album Leo-Nine. Das Lied wurde zunächst am 22. April 2019 auf digitaler und am 3. Juli gleichen Jahres in physischer Form veröffentlicht.
Das Stück ist im Vorspann der ersten Staffel der Anime-Fernsehserie Demon Slayer zu hören.

## Veröffentlichung
Am 24. März 2019 gab das Produktionsteam der Anime-Fernsehserie bekannt, dass LiSA mit dem Lied Gurenge im Vorspann zu hören sein wird. Die Single wurde auf digitaler Ebene am 22. April 2019 veröffentlicht. Eine Herausgabe als Tonträger erfuhr die Single am 3. Juli gleichen Jahres, wo diese in drei verschiedenen Versionen veröffentlicht wurde: Eine reguläre Version als CD, sowie in zwei limitierten Versionen.

### B-Seiten
Auf der Singleversion sind Propaganda und Yakusoku no Uta als weitere Stücke zu hören.

## Musikvideo
Ein Musikvideo für Gurenge, bei der Masakazu Fukatsu Regie führte, wurde von Hiroshi Takayama produziert.

## Mitwirkende
| Liedproduktion - LiSA: Gesang, Liedtext - Toru Hidaka: Liedtext zu Propaganda und Yakusoku no Uta - Tomoya Tabuchi: Liedtext zu Propaganda und Yakusoku no Uta - Yuichi Takama: E-Bass - Awelo Oscar: E-Gitarre - Osamu Hidai: Schlagzeug - Ryo Eguchi: Arrangements, weitere Instrumente - Yasuhisa Kataoka: Recording, Abmischung - Hiromitsu Takasu: Recording - Taisuke Uchino: Assistant Engineering - Akihiro Shiba: Mastering - Temas: Mastering | Unternehmen - Sacra Music: Musiklabel Musikvideo - Masakazu Fukatsu: Regie - Hiroshi Takayama: Videoproduktion - LiSA: Gesang, Darstellerin - Shinji Kanazawa: Darsteller - Mai Shimizu: Darstellerin |

## Erfolge

### Kommerziell
Gurenge stieg auf Platz drei der japanischen Singlecharts von Oricon ein und erreichte Platz eins in den Japan Hot 100, welche vom japanischen Ableger des US-amerikanischen Musikmagazins Billboard ermittelt werden.
Im Mai des Jahres 2019 wurde das Lied mit einer Goldenen Schallplatte für 100.000 vollwertige Musikdownloads ausgezeichnet, im Juli 2020 wurden eine Million Downloads erreicht. Damit ist Gurenge das erste Stück einer Musikerin, die diesen Meilenstein seit der Erhebung der Digital Singlecharts von Oricon erreichte, und insgesamt das dritte Werk nach den Liedern Lemon und Uma to Shika von Kenshi Yonezu, das diese Auszeichnung erhielt.
LiSA präsentierte Gurenge bei der 70. Auflage des Fernsehformats Kōhaku Uta Gassen.

### Auszeichnungen
Gurenge gewann in der Kategorie Bestes Titellied bei den Newtype Anime Awards und wurde bei den 34. Gold Disc Awards mit einer Auszeichnung bedacht.

## Weiteres
Im Jahr 2020 coverte die japanische Band GARNiDELiA das Stück und veröffentlichte diese auf ihrem Coveralbum GARNiDELiA Cover Collection. Eine orchestrale Ska-Version des Stückes wurde während der Abschlusszeremonie der Olympischen Sommerspiele 2020 in Tokio gespielt.